# 永井要造
永井 要造（ながい ようぞう、1889年（明治22年）7月16日 - 1962年（昭和37年）7月13日）は、大正から昭和期の実業家、政治家。衆議院議員。

## 経歴
山梨県 甲府市下一条町（現城東）で、雑穀商・永井忠兵衛の長男として生まれる。市立甲府商業学校（現甲府市立甲府商業高等学校）を卒業後、満州、朝鮮に渡ったが帰国した。
1923年（大正12年）3月、横浜の日清製菓 (株) を買収し合資会社に改組して代表社員に就任。その他、日清煉乳取締役社長、ABC製菓取締役社長、日清化学食産社長、早川鉄工監査役、横浜商工会議所議員などを務めた。
1930年（昭和5年）横浜市会議員に選出され同参事会員も務め、1938年（昭和13年）まで2期在任した。また、神奈川県会議員、同参事会員、所得税調査委員、商事調停委員なども務めた。
横浜大空襲で日清製菓横浜工場が焼失し、戦後のインフレーションと経済統制の逆境の中で奮闘し再建を果たした。
1949年（昭和24年）1月の第24回衆議院議員総選挙に神奈川県第2区から民主党所属で出馬して当選し、衆議院議員に1期在任した。この間、自由党総務などを務めた。

## 国政選挙歴
- 第23回衆議院議員総選挙（神奈川県第2区、1947年4月、民主党公認）落選[6]
- 第24回衆議院議員総選挙（神奈川県第2区、1949年1月、民主党）当選[5]
- 第3回参議院議員通常選挙（神奈川県地方区、1953年4月、自由党）次点落選[7]